# Гаре (Прешево)
Гаре (Горње и Доње) је пусто насеље у Србији у општини Прешево у Пчињском округу. Према попису из 2022. није било становника.

## Демографија
Ово насеље је потпуно пусто (према попису из 2002. године), а процес депопулације је константан током друге половине 20. века.
|  |

| Демографија--- | Демографија--- | Демографија--- |
| Година         | Становника     | Становника     |
| -------------- | -------------- | -------------- |
| 1948.          | 290            |                |
| 1953.          | 282            |                |
| 1961.          | 238            |                |
| 1971.          | 220            |                |
| 1981.          | 90             |                |
| 1991.          | 110            | 110            |
| 2002.          | 0              | 0              |
| 2022.          | 0              |                |

| Година пописа     | 1948. | 1953. | 1961. | 1971. | 1981. | 1991. | 2002. |
| ----------------- | ----- | ----- | ----- | ----- | ----- | ----- | ----- |
| Број домаћинстава | 45    | 44    | 33    | 34    | 15    | 18    | 0     |

| Број чланова      | 1 | 2 | 3 | 4 | 5 | 6 | 7 | 8 | 9 | 10 и више | Просек |
| ----------------- | - | - | - | - | - | - | - | - | - | --------- | ------ |
| Број домаћинстава | 0 | 0 | 0 | 0 | 0 | 0 | 0 | 0 | 0 | 0         | 0      |